# 克雷布斯巴赫河 (伊茨河支流)
50°16′50.5″N 11°0′59″E / 50.280694°N 11.01639°E

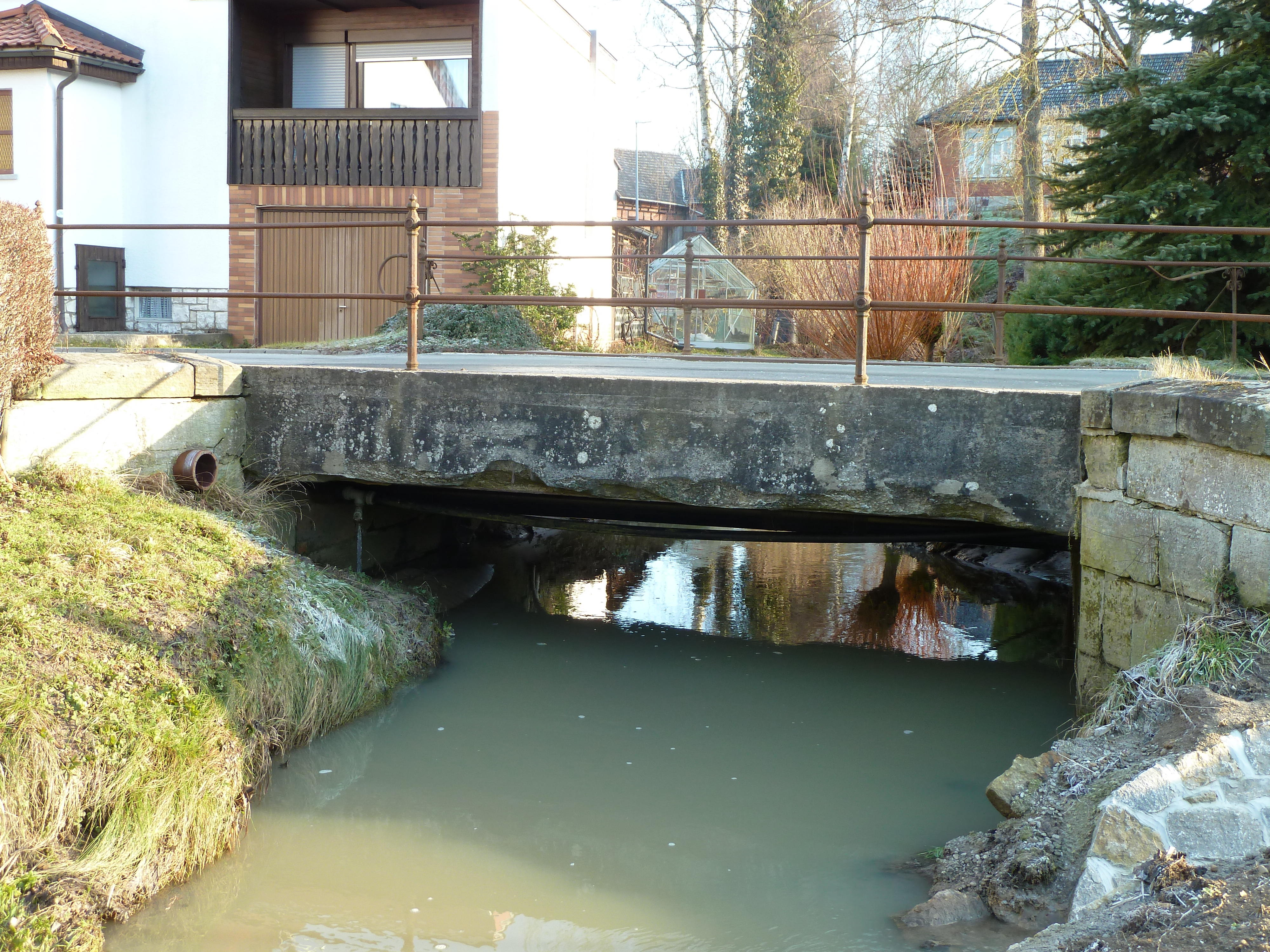

克雷布斯巴赫河（德語：Krebsbach），是德國的河流，位於該國東南部，由巴伐利亞負責管轄，屬於伊茨河的右支流，河道全長6公里，流經科堡縣，河畔城鎮有勒登塔爾。